# 實成院
實成院（1821年2月20日（文政4年1月18日）—1904年（明治37年）11月30日），日本江戶幕府第14代將軍德川家茂生母。她本名阿美佐，又名操子，紀伊國和歌山藩的下級武士松平六郎右衛門之女。
16歲時進入紀伊德川家為女中（侍女），得到11代藩主德川齊順的寵愛，生下一子慶福（即後來的德川家茂）。由於德川齊順在慶福出生前已死，故由齊順之弟德川齊彊繼任藩主，慶福成為德川齊彊養子。1849年（嘉永2年），德川齊彊去世，8歲的慶福繼任藩主，剃髮出家的阿美佐則以實成院為院號。
1858年（安政5年），慶福改名德川家茂繼任幕府第14代將軍，實成院亦隨行進入江戶城，但沒有住進專供將軍妻妾居住的大奧之內。實成院原本應該依照慣例，住進江戶城中專供將軍生母居住的「新御殿」，但新御殿內正住著前代將軍家定生母—本壽院，較次一級的「御台所御殿」內又住著家定的御台所天璋院篤姬，因此實成院的居所改在江戶城西之丸的「七寶之間」，而原本住在七寶之間裡面的大奧總取締瀧山則退往鶴之間居住。
當兒子家茂在1866年病歿於大坂城後，實成院仍居於江戶城。直至1867年幕府政權崩潰，江戶開城，她與媳婦靜寬院和宮轉至田安家的宅邸內居住。
1904年於東京去世，葬於寬永寺，法名實成院清操妙壽大姊。